# Vescomtat de Xelva
El Vescomtat de Xelva és una antiga jurisdicció senyorial del Regne de València i un títol nobiliari.
El 1390, Joan I d'Aragó dona el títol de vescomte a Pere Lladró de Vilanova, casat amb Violant de Boïl i López d'Eslava. Aquest nou vescomtat té el seu centre a la vila de Xelva, als Serrans, lloc que junt a Toixa i Sinarques, havia comprat en Vilanova el 1386 a Huguet de Bordils. Aquest és el primer títol nobiliari valencià concedit a algú aliè a la família reial, i Joan I ho va fer amb el títol de vescomte de Vilanova i Xelva en agraïment d'entrar en batalla contra els francesos invasors del Rosselló, en consideració dels seus serveis i antiguitat del seu llinatge. El primer vescomte vinculà el 1408 i el 1412 els seus béns a la descendència masculina.
Pere de Lladró de Vilanova era fill de Ramon de Vilanova i de Montagut i de Maria Lladró i de Castre, a qui Joan I dona el senyoriu de Manzanera (Terol), el qual pertanyia a la Corona des de 1327, on aixecarà el convent franciscà amb la bula fundacional més antiga d'Aragó i que seguirà vinculat al vescomtat de Xelva fins a la seua venda el 26 d'agost de 1537.
A banda d'aquestes tres viles, el vescomtat dominava els llocs de Benaer, Sagra, Loriguilla, Domenyo, Figueroles de Domenyo, Torre de Castro, Calles, Manzanera i Benaixeve.
El segon vescomte fou el seu fill Ramon Lladró de Vilanova i de Boïl, que es casà amb Elvira de Pallars i de Mur, senyor de Castalla, Manzanera, Toixa, Sinarques, Domenyo, Loriguilla, Benaer, Benaixeve, castell de Sagra, Ibi, Tibi i Onil.
Pere Roger Lladró i de Pallars (1420), fill de l'anterior, fou el tercer vescomte i es casà el 1410 amb Elionor Cornell i de Luna; morí el 1480 sense fills masculins.
El va succeir el seu germà Jaume Roger Lladró i de Pallars, quart vescomte, que es casà primer amb Cecília d'Arinyo (d'aquest matrimoni foren fills Pere i Jaume Lladró de Pallars i d'Arinyo) i després amb Caterina de Centelles i de Bellvís, amb la qual tingué Lluís de Pallars Lladró de Vilanova i de Centelles.
Pere Lladró de Pallars i d'Arinyo fou cinquè vescomte de Xelva, i es casà primer amb Margarida Lladró de Pallars (filla de Baltasar, baró de Castalla), i d'aquest matrimoni nasqué Lluís Lladró de Pallars i Lladró de Pallars, que es casà amb Beatriz de Bobadilla, i foren pares de Margarida Lladró de Pallars i de Bobadilla; en segones noces es casà amb Inés Manrique, i foren pares de Pere Lladró de Pallars i Manrique.
Pere Lladró de Pallars i Manrique serà el sisè Vescomte de Xelva (pel fet de no haver-hi descendència agnatícia de Lluís Lladró de Pallars i Lladró de Pallars) i es casà amb Isabel Beneito. Aquests foren pares d'Esperança Gràcia Lladró de Pallars i Beneito, però el vescomtat i les senyories passaren a l'oncle d'aquesta, Francesc Lladró de Pallars i Manrique.
Francesc Lladró de Pallars i Manrique, setè vescomte de Xelva, el qual morí sense hereus agnaticis.
El huitè vescomte de Xelva fou Francesc Lladró de Pallars i Bonet, net del quart vescomte, Jaume Roger Lladró de Pallars, també sense descendència.
El novè vescomte de Xelva fou el seu nebot Jaume Ceferí Lladró de Pallars i Ponts (o Ponç), fill de Pere Lladró de Pallars i Bonet i d'Elionor Ponç, el qual fou primer comte de Sinarques (1597). Fundà (1617) un nou vincle hereditari i es casà (1597) amb Francina Ferrer i Lladró de Pallars, filla del baró de Sot de Xera i de Guadasséquies, i foren pares de Joan i Blanca Lladró de Pallars i Ferrer.
Joan Lladró de Pallars i Ferrer —segon comte i desè vescomte— es casà (1622) amb María Ana de Velasco y de Ibarra, filla dels marquesos de Salines.
L'onzè vescomte i tercer comte fou llur fill Gaspar Lladró de Pallars i de Velasco, que es casà amb María de Silva y de Palafox, i foren pares de Lucrècia (primera marquesa de Sot i quarta comtessa de Sinarques) i de Maria Anna Lladró de Pallars i de Silva, que heretà la seva germana.
Maria Anna Lladró de Pallars i de Silva fou segona marquesa de Sot i s'intitulà comtessa de Sinarques; però li posaren plet els seus parents Josep Lladró de Pallars, el comte del Real, el comte de Peñaflor i de Las Amayuelas i el guanyador del plet, Francesc Lladró de Vilanova i Esteve, àlies Lluís de Luna i Cornell, que es titulava marquès d'Almonesir i comte de Pavies i era rebesnet de Lluís Lladró de Boïl-Cornell i de Vilanova, Senyor de Pardines i nebot del segon vescomte de Xelva.
El 1655, el vescomtat passa als Sabata de Calataiud. Posteriorment és ostentat pels Azlar de Aragón i els Silva.
Al llarg de la història també ha estat denominat com a Vescomtat de Manzanera, de Vilanova o de Vilanova de Xelva.